# Long An (tỉnh)
Long An là một tỉnh cũ thuộc vùng Đồng bằng sông Cửu Long, Việt Nam, nằm ở cửa ngõ của vùng Đồng bằng sông Cửu Long liền kề với Thành phố Hồ Chí Minh.
Năm 2021, Long An là đơn vị hành chính Việt Nam đông thứ 13 về số dân, trong danh sách đơn vị hành chính Việt Nam theo GRDP, xếp thứ 12 về tổng sản phẩm trên địa bàn (GRDP), xếp thứ 14 về GRDP bình quân đầu người. Với 1.763.754 người dân GRDP đạt 138.198 tỉ đồng, GRDP bình quân đầu người đạt gần 81 triệu đồng, tốc độ tăng trưởng GRDP đạt 9,41%.
Long An là tỉnh nằm trong vùng kinh tế trọng điểm Nam bộ và là cửa ngõ nối liền Đông Nam Bộ với khu vực đồng bằng sông Cửu Long, nhất là có chung đường ranh giới với Thành phố Hồ Chí Minh, bằng hệ thống các quốc lộ: 1, 50, 62, N1, N2 (Đường Hồ Chí Minh). Tỉnh được xem là thị trường tiêu thụ hàng hóa nông sản lớn nhất của Đồng bằng Sông Cửu Long.
Ngày 12 tháng 6 năm 2025, Quốc hội thông qua Nghị quyết số 202/2025/QH15 về việc sắp xếp đơn vị hành chính cấp tỉnh năm 2025, theo đó tỉnh được giải thể để sáp nhập vào tỉnh Tây Ninh.

## Tên gọi
Long An là một trong những địa bàn của Nam Bộ từ lâu đã có cư dân sinh sống. Các nhà khảo cổ đã tìm thấy ở An Sơn, đông bắc tỉnh này các di chỉ hậu kỳ đồ đá mới cách đây 3.000 năm và Rạch Núi đông nam tỉnh di chỉ đồ sắt cách đây 2.700 năm. Đáng chú ý là trên địa bàn Long An có tới 100 di tích văn hóa Óc Eo với 12.000 hiện vật, đặc biệt là quần thể Cụm di tích Bình Tả. Đây là quần thể di tích văn hoá Óc Eo - văn hoá Phù Nam có niên đại từ thế kỷ thứ 1 đến thế kỷ thứ 7. Quần thể di tích Bình Tả cho thấy vào thời cổ đại, vùng đất Long An ngày nay đã từng là trung tâm chính trị, văn hoá và tôn giáo của 2 nhà nước Phù Nam và Chân Lạp. Đầu thế kỷ XVII, đất Long An thuộc Chân Lạp. Năm 1620, chúa Nguyễn Phúc Nguyên gả công chúa Ngọc Vạn cho vua Chân Lạp, cư dân người Việt bắt đầu có mặt ở vùng đất mới phương Nam. Qua một thời gian dài, địa bàn khai phá được mở rộng hơn và ngày càng có những thay đổi đáng kể về diện mạo. Năm 1698, khi Lễ thành hầu Nguyễn Hữu Cảnh vào kinh lược, toàn bộ vùng đất mới phương Nam được đặt thành phủ Gia Định. Lúc bấy giờ địa bàn Long An ngày nay trực thuộc tổng Thuận An, huyện Tân Bình, dinh Phiên Trấn, phủ Gia Định. Năm 1802, vua Gia Long đổi Phủ Gia Định thành Trấn Gia Định. Năm 1808, Trấn Gia Định lại đổi là thành Gia Định. Năm 1836, vua Minh Mạng đã cho phá bỏ thành cũ, xây thành mới ở nơi khác, tỉnh Gia Định bao trùm cả một vùng đất rộng lớn ngày nay thuộc Thành phố Hồ Chí Minh, tỉnh Tây Ninh, tỉnh Long An và tỉnh Svay Rieng của Campuchia. Năm 1954, Việt Nam bị chia cắt làm 2 miền Nam - Bắc, chính quyền Quốc gia Việt Nam và sau đó là Việt Nam Cộng hòa tiếp quản đất nước từ vĩ tuyến 17 trở vào nam, trong đó có các tỉnh Tân An, Chợ Lớn. Cùng lúc đó, Mặt trận Dân tộc Giải phóng miền Nam Việt Nam (sau này là Chính phủ Cách mạng lâm thời Cộng hòa Miền Nam Việt Nam) được thành lập. Ban đầu, chính quyền Việt Nam Cộng hòa vẫn duy trì tỉnh Tân An và tỉnh Chợ Lớn như thời Pháp thuộc. Kể từ năm 1956, các tỉnh Tân An và Chợ Lớn bị giải thể, và tỉnh Long An sau đó được thành lập do sáp nhập phần lớn tỉnh Chợ Lớn và phần còn lại tỉnh Tân An. Ngày 22 tháng 10 năm 1956, tỉnh được đổi tên là tỉnh Kiến Tường. Ngày 15 tháng 10 năm 1963, tỉnh Hậu Nghĩa được thành lập do tách phần đất của các tỉnh Long An, Tây Ninh, Bình Dương. Năm 1976, khi Việt Nam được thống nhất thì Chính phủ Cách mạng lâm thời Cộng hòa miền Nam Việt Nam ra quyết định sáp nhập 2 huyện: Đức Hoà và Đức Huệ của tỉnh Hậu Nghĩa cùng với 2 tỉnh Kiến Tường và Long An được tiến hành hợp nhất tái lập thành tỉnh Long An. Tên gọi Long An được hình thành từ việc ghép tên hai huyện cũ là huyện Tân Long thuộc tỉnh Chợ Lớn và huyện Thuận An thuộc tỉnh Tân An trước đây. Ngày nay, tên gọi của địa danh "Long An" được hiểu theo nghĩa như sau: "Long" (龍) có nghĩa là rồng - biểu tượng cho sự hưng thịnh, "An" (安) có nghĩa là an lành; vì vậy, nên tên gọi "Long An/(龍安)" mang ý nghĩa "Đất của rồng an lành & hưng thịnh".

## Địa lý

### Vị trí, địa hình
Tỉnh Long An thuộc khu vực Đồng bằng sông Cửu Long, có tọa độ địa lý từ 105030' 30 đến 106047' 02 kinh độ Đông và 10023'40 đến 11002' 00 vĩ độ Bắc, cách trung tâm Thành phố Hồ Chí Minh khoảng 45km theo Quốc lộ 1A, có vị trí địa lý:
- Phía đông giáp Thành phố Hồ Chí Minh
- Phía tây giáp tỉnh Đồng Tháp
- Phía nam giáp tỉnh Tiền Giang
- Phía bắc giáp tỉnh Tây Ninh và các tỉnh Svay Rieng, Prey Veng của Campuchia.[9]

Dù được xếp vào vùng đồng bằng sông Cửu Long nhưng Long An nằm trong khu vực chuyển tiếp giữa Đông Nam Bộ và Tây Nam Bộ. Sở hữu vị trí địa lý khá đặc biệt bên cạnh đó còn thuộc vùng kinh tế trọng điểm Nam bộ, Long An được xác định là vùng kinh tế động lực có vai trò đặc biệt quan trọng trong chiến lược phát triển kinh tế Việt Nam.
Trước năm 1975, tỉnh Long An (không bao gồm các huyện thị thuộc vùng Đồng Tháp Mười ngày nay) thuộc vùng Đông Nam Bộ. Hiện nay, dù được xếp vào vùng đồng bằng sông Cửu Long nhưng Long An là phần đất chuyển tiếp giữa Đông Nam Bộ và Tây Nam Bộ, nên địa hình có xu hướng thấp dần từ Đông Bắc xuống Tây Nam. Phía Bắc và Đông Bắc tỉnh có một số gò đồi thấp; giữa tỉnh là vùng đồng bằng và phía Tây Nam tỉnh là vùng trũng Đồng Tháp Mười, trong đó có khu rừng tràm ngập phèn rộng 46.300 ha.
Các điểm cực của tỉnh:
- Điểm cực bắc tại xã Hưng Điền A, huyện Vĩnh Hưng
- Điểm cực nam tại xã An Lục Long, huyện Châu Thành
- Điểm cực đông tại xã Tân Tập, huyện Cần Giuộc
- Điểm cực tây tại xã Hưng Điền, huyện Tân Hưng.

### Địa chất, thủy văn

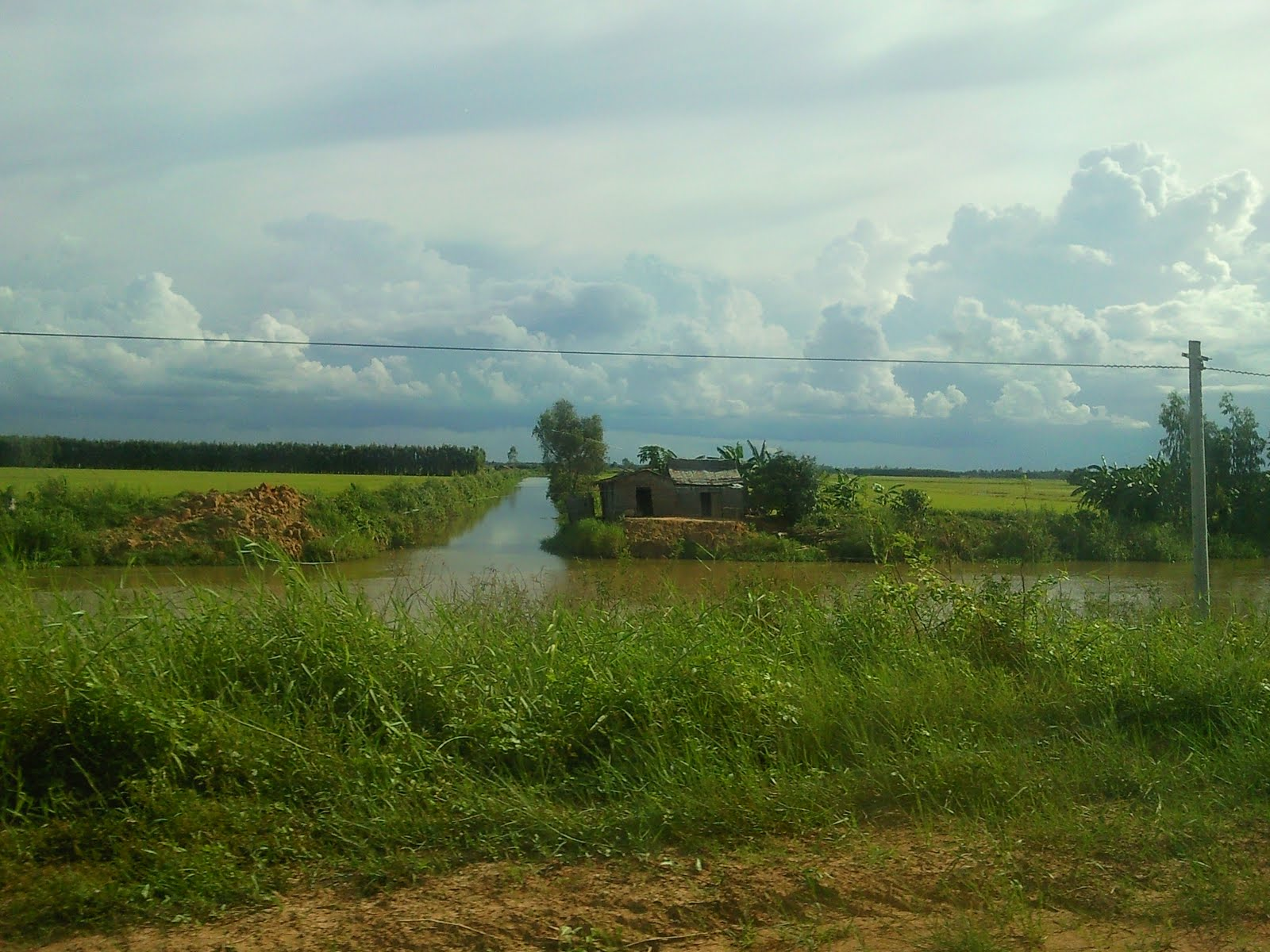
Miền quê với kênh rạch tỉnh Long An

Tỉnh có 6 nhóm đất chính, nhưng phần lớn là dạng phù sa bồi lắng lẫn nhiều tạp chất hữu cơ, cấu tạo bở rời, tính chất cơ lý kém, nhiều vùng bị chua phèn và tích tụ độc tố.
Địa hình Long An bị chia cắt nhiều bởi hệ thống sông và kênh rạch chằng chịt với tổng chiều dài lên tới 8.912 km, sông Vàm Cỏ Đông và sông Vàm Cỏ Tây hợp thành sông Vàm Cỏ, kênh Dương Văn Dương,... trong đó lớn nhất là sông Vàm Cỏ Đông.
Long An chịu ảnh hưởng của chế độ bán nhật triều không đều từ biển Đông qua cửa sông Soài Rạp. Thời gian một ngày triều là 24 giờ 50 phút, một chu kì triều là 13 - 14 ngày. Vùng chịu ảnh hưởng của triều nhiều nhất là các huyện phía Nam Quốc lộ 1, đây là nơi ảnh hưởng mặn từ 4 đến 6 tháng trong năm. Triều biển Đông tại cửa sông Soài Rạp có biên độ lớn từ 3,5 đến 3,9 m, đã xâm nhập vào sâu trong nội địa với cường độ triều mạnh nhất là mùa khô. Biên độ triều cực đại trong tháng từ 217 đến 235 cm tại Tân An và từ 60 đến 85 cm tại Mộc Hóa. Do biên độ triều lớn, đỉnh triều mùa gió chướng đe doạ xâm nhập mặn vào vùng phía nam. Trong mùa mưa có thể lợi dụng triều tưới tiêu tự chảy vùng ven 2 sông Vàm Cỏ Đông, sông Vàm Cỏ Tây làm giảm chi phí sản xuất.
Bị ngập mặn chủ yếu là từ biển Đông qua cửa sông Soài Rạp do chịu ảnh hưởng của chế độ bán nhật triều. Trước đây, sông Vàm Cỏ Tây mặn thường xâm nhập trên Tuyên Nhơn (huyện Thạnh Hóa) khoảng 5 km. Mặn xâm nhập bắt đầu từ tháng một đến tháng sáu với mức 2 đến 4 gam/lít. Đất phèn tập trung với 2084,49 km2, chiếm 69,8% diện tích toàn vùng Đồng Tháp Mười và bằng 46,41% diện tích tự nhiên của tỉnh. Lũ thường bắt đầu vào trung tuần tháng 8 và kéo dài đến tháng 11, mưa tập trung với lưu lượng và cường độ lớn nhất trong năm gây khó khăn cho sản xuất và đời sống. Lũ đến tỉnh Long An chậm và mức ngập không sâu.

### Khí hậu

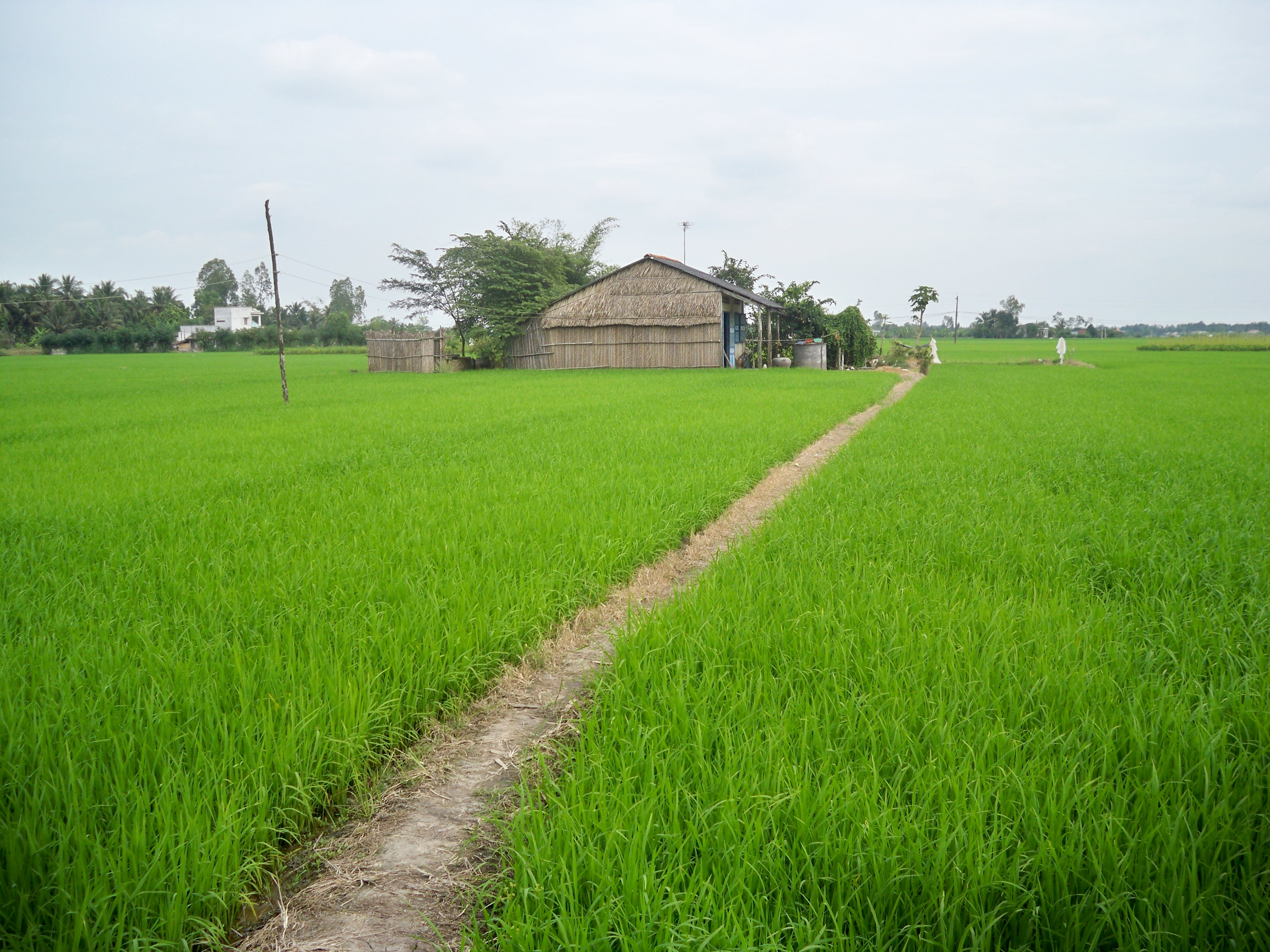
Đồng lúa xanh mát của Phú Ngãi Trị - Châu Thành - Long An

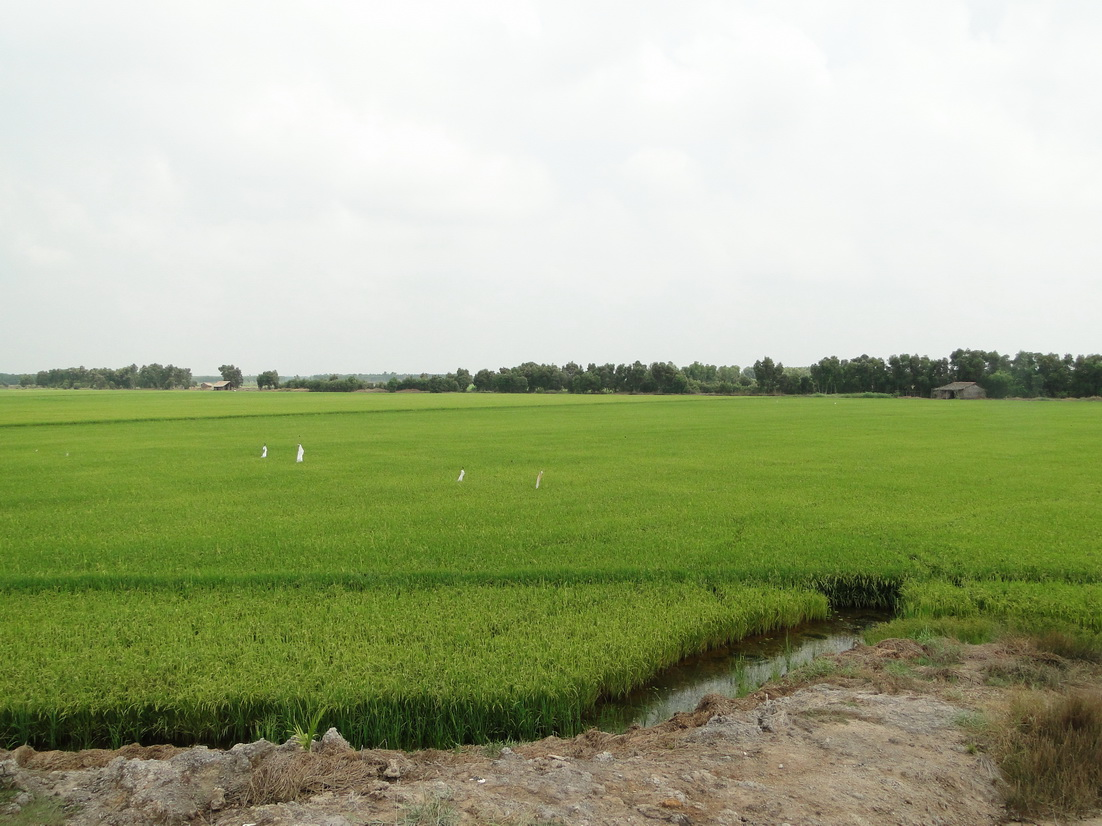
Ruộng Lúa tại huyện Mộc Hóa

Long An nằm trong vùng khí hậu nhiệt đới gió mùa, ẩm. Do tiếp giáp giữa 2 vùng Đông Nam Bộ và Đồng bằng sông Cửu Long cho nên vừa mang các đặc tính đặc trưng cho vùng đồng bằng sông Cửu Long lại vừa mang những đặc tính riêng biệt của vùng Đông Nam Bộ.
Nhiệt độ trung bình hàng tháng 27,2 - 27,7 °C. Thường vào tháng 4 có nhiệt độ trung bình cao nhất 28,9 °C, tháng 1 có nhiệt độ trung bình thấp nhất là 25,2 °C.
Lượng mưa hàng năm biến động từ 966–1325 mm. Mùa mưa chiếm trên 70-82% tổng lượng mưa cả năm. Mưa phân bổ không đều, giảm dần từ khu vực giáp ranh Thành phố Hồ Chí Minh xuống phía tây và Tây Nam. Các huyện phía Đông Nam gần biển có lượng mưa ít nhất. Cường độ mưa lớn làm xói mòn ở vùng gò cao, đồng thời mưa kết hợp với cường triều, với lũ gây ra ngập úng, ảnh hưởng đến sản xuất và đời sống của dân cư.
Độ ẩm tương đối trung bình hàng năm là 80 - 82%. Thời gian chiếu sáng bình quân ngày từ 6,8 - 7,5 giờ/ngày và bình quân năm từ 2.500 - 2.800 giờ. Tổng tích ôn năm từ 9.700 - 10.100 °C. Biên độ nhiệt giữa các tháng trong năm dao động từ 2-4 °C. Mùa khô từ tháng 11 đến tháng 4 có gió Đông Bắc, tần suất 60 - 70%. Mùa mưa từ tháng 5 đến tháng 10 có gió Tây Nam với tần suất 70%.
Tỉnh Long An nằm trong vùng đặc trưng của khí hậu nhiệt đới gió mùa cận xích đạo có nền nhiệt ẩm phong phú, ánh nắng dồi dào, thời gian bức xạ dài, nhiệt độ và tổng tích ôn cao, biên độ nhiệt ngày đêm giữa các tháng trong năm thấp, ôn hòa.

## Lịch sử
Các di chỉ khảo cổ học cho thấy, ngay từ thời cổ đại, Long An đã là địa bàn quan trọng của vương quốc Phù Nam - Chân Lạp. Khi Nguyễn Hữu Cảnh vào khai phá miền Nam, đất Long An thuộc phủ Gia Định. Thời Minh Mạng, đất Long An thuộc tỉnh Gia Định và một phần tỉnh Định Tường. Đầu thời Pháp thuộc, Nam Kỳ được chia thành 21 tỉnh, đất Long An nằm trong địa bàn 2 tỉnh Tân An và Chợ Lớn.
| Dân số tỉnh Long An 1967 | Dân số tỉnh Long An 1967 |
| Quận                     | Dân số                   |
| ------------------------ | ------------------------ |
| Bến Lức                  | 46.877                   |
| Bình Phước               | 86.206                   |
| Cần Đước                 | 83.631                   |
| Cần Giuộc                | 86.082                   |
| Rạch Kiến                | 40.527                   |
| Tân Trụ                  | 36.157                   |
| Thủ Thừa                 | 48.212                   |
| Tổng số                  | 427.702                  |

Ngày 22 tháng 10 năm 1956, chính quyền Sài Gòn lập tỉnh Long An trên cơ sở sáp nhập hai tỉnh Chợ Lớn và Tân An. Tỉnh lỵ đặt tại Tân An, về mặt hành chánh thuộc xã Bình Lập, quận Châu Thành.
Ngày 24 tháng 4 năm 1957, tỉnh Long An bao gồm 7 quận như sau:
- Quận Bến Lức có 2 tổng với 12 xã.
- Quận Đức Hòa có 2 tổng với 13 xã.
- Quận Cần Đước có 3 tổng với 16 xã.
- Quận Cần Giuộc có 4 tổng với 24 xã.
- Quận Châu Thành có 3 tổng với 15 xã.
- Quận Thủ Thừa có 2 tổng với 9 xã.
- Quận Tân Trụ có 2 tổng với 12 xã.

Vào ngày 3 tháng 10 năm 1957, quận Châu Thành được đổi tên thành quận Bình Phước. Tiếp đó, vào ngày 3 tháng 3 năm 1959, một quận mới là quận Đức Huệ được thành lập, bao gồm 3 xã. Đến ngày 7 tháng 2 năm 1963, quận Cần Đước đổi tên thành quận Cần Đức, và quận Cần Giuộc đổi thành quận Thanh Đức. Ngày 15 tháng 10 năm 1963, hai quận Đức Hòa và Đức Huệ được tách ra và nhập vào tỉnh Hậu Nghĩa. Đến ngày 17 tháng 11 năm 1965, quận Cần Đức được đổi tên lại thành quận Cần Đước, và quận Thanh Đức trở lại tên cũ là quận Cần Giuộc. Vào ngày 7 tháng 1 năm 1967, quận Rạch Kiến được thành lập mới, bao gồm 9 xã.
Sau năm 1975, quận Bình Phước đổi về tên cũ là Châu Thành, quận Rạch Kiến giải thể. Năm 1976, tỉnh Long An hợp nhất với tỉnh Kiến Tường và 2 quận Đức Hòa, Đức Huệ của tỉnh Hậu Nghĩa thành tỉnh Long An mới. Toàn bộ đất của tỉnh Kiến Tường cũ trở thành huyện Mộc Hoá của tỉnh Long An. Cùng năm, xã Bình Lập, huyện Châu Thành được tách ra để thành lập thị xã Tân An - thị xã tỉnh lỵ tỉnh Long An. Tỉnh Long An bao gồm gồm thị xã Tân An và 9 huyện: Bến Lức, Cần Đước, Cần Giuộc, Châu Thành, Đức Hòa, Đức Huệ, Mộc Hoá, Tân Trụ, Thủ Thừa.
Ngày 11 tháng 3 năm 1977, hợp nhất 2 huyện Thủ Thừa và Bến Lức thành huyện Bến Thủ, hợp nhất 2 huyện Tân Trụ và Châu Thành thành huyện Tân Châu. Ngày 30 tháng 3 năm 1978, chia huyện Mộc Hoá thành hai huyện: Mộc Hoá và Vĩnh Hưng. Ngày 19 tháng 9 năm 1980, Hội đồng Chính phủ ban hành Quyết định số 298-CP, chia huyện Mộc Hoá thành 2 huyện: Mộc Hoá và Tân Thạnh, đổi tên huyện Tân Châu thành huyện Vàm Cỏ.
Ngày 14 tháng 1 năm 1983, Hội đồng Bộ trưởng ban hành Quyết định số 05-HĐBT, điều chỉnh địa giới hành chính tỉnh Long An như sau:
- Chia huyện Bến Thủ thành 2 huyện: Bến Lức và Thủ Thừa.
- Mở rộng thị xã Tân An trên cơ sở nhập 3 xã của huyện Vàm Cỏ và 3 xã của huyện Bến Thủ, với tổng điện tích tự nhiên 7.794 ha.

Ngày 4 tháng 4 năm 1989, Hội đồng Bộ trưởng ban hành Quyết định số 36/HĐBT, chia huyện Vàm Cỏ thành 2 huyện: Châu Thành và Tân Trụ. Ngày 26 tháng 6 năm 1989, Hội đồng Bộ trưởng ban hành Quyết định số 74/HĐBT, thành lập huyện Thạnh Hóa từ một phần các huyện Mộc Hóa và Tân Thạnh.
Ngày 24 tháng 3 năm 1994, Chính phủ ban hành Nghị định số 27-CP, chia huyện Vĩnh Hưng thành 2 huyện: Vĩnh Hưng và Tân Hưng.
Ngày 24 tháng 8 năm 2009, Chính phủ ban hành Nghị quyết số 38/NQ-CP, thành lập thành phố Tân An trên cơ sở toàn bộ diện tích tự nhiên, dân số và các đơn vị hành chính trực thuộc của thị xã Tân An. Ngày 18 tháng 3 năm 2013, Chính phủ ban hành Nghị quyết số 33/NQ-CP, thành lập thị xã Kiến Tường trên cơ sở điều chỉnh 20.428,20 ha diện tích tự nhiên và 64.589 nhân khẩu của huyện Mộc Hoá. Ngày 5 tháng 9 năm 2019, Thủ tướng Chính phủ ban hành Quyết định số 1140/QĐ-TTg công nhận thành phố Tân An là đô thị loại II. Ngày 25 tháng 8 năm 2023, Bộ Xây dựng ra quyết định số 879/QĐ-BXD về việc công nhận thị xã Kiến Tường đạt tiêu chí đô thị loại III thuộc tỉnh Long An.
Tỉnh Long An có 1 thành phố, 1 thị xã và 13 huyện như hiện nay.
Ngày 12 tháng 6 năm 2025, Quốc hội ban hành Nghị quyết số 202/2025/QH15 về việc sắp xếp đơn vị hành chính cấp tỉnh (nghị quyết có hiệu lực từ ngày 12 tháng 6 năm 2025). Theo đó, sáp nhập tỉnh Long An vào tỉnh Tây Ninh.

## Hành chính
Tỉnh Long An có 15 đơn vị hành chính cấp huyện, gồm 1 thành phố, 1 thị xã và 13 huyện với 186 đơn vị hành chính cấp xã, bao gồm 11 phường, 15 thị trấn và 160 xã.
| Tên                         | Thành phố Tân An | Thị xã Kiến Tường | Huyện Bến Lức     | Huyện Thủ Thừa    | Huyện Cần Giuộc   | Huyện Cần Đước    | Huyện Châu Thành  | Huyện Tân Trụ    | Huyện Đức Hòa     | Huyện Đức Huệ     | Huyện Thạnh Hóa   | Huyện Tân Thạnh   | Huyện Mộc Hóa    | Huyện Vĩnh Hưng  | Huyện Tân Hưng    |
| --------------------------- | ---------------- | ----------------- | ----------------- | ----------------- | ----------------- | ----------------- | ----------------- | ---------------- | ----------------- | ----------------- | ----------------- | ----------------- | ---------------- | ---------------- | ----------------- |
| Diện tích (km²)             | 81,73            | 204,36            | 287,86            | 299,1             | 215,1             | 220,49            | 155,24            | 106,36           | 425,11            | 428,92            | 467,86            | 422,85            | 299,95           | 378,12           | 501,88            |
| Dân số2021 (người)          | 147.449          | 51.620            | 184.936           | 99.320            | 219.653           | 195.604           | 111.835           | 69.603           | 315.711           | 67.026            | 56.700            | 79.455            | 28.366           | 52.612           | 53.925            |
| Mật độ (người/km²)          | 1.804            | 253               | 642               | 332               | 1.021             | 887               | 720               | 654              | 828               | 156               | 121               | 188               | 95               | 139              | 107               |
| Phân chia hành chính        | 8 phường, 5 xã   | 3 phường, 5 xã    | 1 thị trấn, 13 xã | 1 thị trấn, 11 xã | 1 thị trấn, 14 xã | 1 thị trấn, 16 xã | 1 thị trấn, 12 xã | 1 thị trấn, 9 xã | 3 thị trấn, 17 xã | 1 thị trấn, 10 xã | 1 thị trấn, 10 xã | 1 thị trấn, 12 xã | 1 thị trấn, 6 xã | 1 thị trấn, 9 xã | 1 thị trấn, 11 xã |
| Năm thành lập               | 2009             | 2013              | 1957              | 1922              | 1864              | 1909              | 1922              | 1952             | 1913              | 1959              | 1989              | 1980              | 1917             | 1978             | 1994              |
| Loại đô thị (Năm công nhận) | II (2019)        | III (2023)        |                   |                   |                   |                   |                   |                  |                   |                   |                   |                   |                  |                  |                   |

## Kinh tế
Nổi tiếng với nhiều sản phẩm nông nghiệp như gạo tài nguyên, gạo nàng thơm Chợ Đào, rượu đế Gò Đen, dưa hấu Long Trì, dứa Bến Lức, đậu phộng Đức Hòa, mía Thủ Thừa, thanh long Châu Thành,... Đặc biệt, lúa gạo chất lượng cao là sản phẩm nông nghiệp chủ lực phục vụ xuất khẩu.
Công nghiệp đạt khoảng 50% giá trị trong nền kinh tế tỉnh, được biết đến với những sản phẩm như dệt may, thực phẩm chế biến, xây dựng... Trong bảng xếp hạng về chỉ số năng lực cạnh tranh cấp tỉnh (PCI) của Việt Nam năm 2018, tỉnh Long An xếp ở vị trí thứ 2 trong 13 tỉnh miền Tây và thứ 3 cả nước.
Giá trị sản xuất công nghiệp cả năm 2019 ước đạt 315.200 tỷ đồng. Tổng sản phẩm GRDP ước đạt 123.000 tỷ đồng. Thu ngân sách đạt 18.000 tỷ đồng.

## Xã hội

### Y tế
Đến ngày 05 tháng 11 năm 2008, hệ thống y tế của tỉnh bao gồm: 1 bệnh viện tuyến tỉnh, 11 bệnh viện tuyến huyện, 8 phòng khám khu vực và có 183/188 xã, phường, thị trấn có trạm y tế. Năm 2009, tỉnh Long An có 211 cơ sở khám chữa bệnh trực thuộc Sở Y tế. Trong đó có 16 bệnh viện, 5 phòng khám đa khoa khu vực, và 190 trạm y tế phường xã, tổng số giường bệnh là 2.807 giường, trong đó các bệnh viện có 1.980 giường, phòng khám đa khoa khu vực có 95 giường, trạm y tế có 732 giường.
Theo thống kê về y tế năm 2011, trên địa bàn toàn tỉnh có 211 cơ sở khám chữa bệnh trực thuộc Sở Y tế. Trong đó có 16 bệnh viện, 5 phòng khám đa khoa khu vực, 190 trạm y tế phường xã, với 3.332 giường bệnh và 751 bác sĩ, 1.034 y sĩ, 907 y tá và khoảng 455 nữ hộ sinh.

### Giáo dục
Tính đến thời điểm ngày 30 tháng 9 năm 2011, trên địa bàn toàn tỉnh có hơn 500 trường học ở cấp phổ thông trong đó trung học phổ thông có 48 trường, trung học cơ sở có 122 trường, tiểu học có 246 trường, bên cạnh đó còn có 183 trường mẫu giáo. Với hệ thống trường học như thế, nền giáo dục trong địa bàn Tỉnh Long An cũng tương đối hoàn chỉnh, góp phần giảm thiểu nạn mù chữ trong địa bàn tỉnh. Hệ thống trường tiêu biểu như:
Trường Chính trị Long An: 1005, Quốc lộ 1A, phường Tân Khánh, TP. Tân An, tỉnh Long An - Tel: 0272 3511 57

#### Hệ thống trường Đại học:
- Trường Đại học Kinh tế Công nghiệp Long An
- Trường Đại học Tân Tạo
- Phân hiệu Trường Đại học Sư phạm TP. Hồ Chí Minh tại Long An

#### Hệ thống trường Cao đẳng:
- Trường Cao đẳng Long An
- Trường Cao đẳng Công nghệ và Du lịch
- Trường Cao đẳng Y tế Long An

#### Hệ thống trường Trung cấp chuyên nghiệp:
- Trường Trung cấp Kinh tế - Kỹ thuật Long An
- Trường Trung cấp nghề Đức Hòa
- Trường Trung cấp nghề Cần Giuộc
- Trường Trung cấp Nghề Đồng Tháp Mười
- Trường Trung cấp Việt - Nhật
- Trường Trung cấp Phật học Long An

Ngoài ra, Long An còn có xây dựng thêm rất nhiều trường trung học phổ thông, cơ sở, tiểu học và rất nhiều trường mầm non trong địa bàn toàn tỉnh nhằm đáp ứng nhu cầu về giáo dục cho người dân.

## Dân số
Tính đến ngày 9 tháng 11 năm 2021, dân số toàn tỉnh Long An đạt 1.763.754 người, mật độ dân số đạt 392 người/km². Tỷ lệ đô thị hóa tính đến năm 2022 đạt 36%.
Theo thống kê của tổng cục thống kê Việt Nam, tính đến ngày 1 tháng 4 năm 2019, toàn tỉnh Long An có 36 dân tộc cùng 110 người nước ngoài sinh sống. Trong đó dân tộc kinh có 1.672.776 người, người Hoa có 3.801 người, 9.980 người Khơ Me cùng nhiều dân tộc khác,...
Tính đến ngày 1 tháng 4 năm 2019, Toàn tỉnh Long An có 11 Tôn giáo khác nhau chiếm 163.710 người. Trong đó, nhiều nhất là đạo Cao Đài với 70.991 người, thứ 2 là Công giáo 53.607 người, thứ 3 là Phật giáo với 47.226 người cùng các tôn giáo ít người khác như Đạo Tin Lành có 6.660 người, Phật giáo Hòa Hảo có 4.226 người, Tịnh độ cư sĩ Phật hội Việt Nam có 440 người, Hồi Giáo có 430 người, Bửu Sơn Kỳ Hương có 43 người Minh Sư Đạo và Minh Lý Đạo mỗi đạo có 38 người, ít nhất là Đạo Tứ Ân Hiếu Nghĩa với chỉ 11 người.

## Văn hoá
Long An có nhiều di tích lịch sử từ cổ tới kim, nổi bật là văn hóa Óc Eo tại Đức Hòa, đền thờ Nguyễn Huỳnh Đức tại Tân An, Chùa Tôn Thạnh ở Cần Giuộc và Nhà trăm cột tại Cần Đước. Hiện tỉnh có khoảng 186 di tích lịch sử, có 16 di tích được xếp hạng di tích lịch sử cấp quốc gia và 63 di tích được xếp hạng cấp tỉnh.

### Di tích lịch sử
| Danh sách di tích lịch sử cấp Quốc gia |  |
| --- |  |
| 1. Lăng Mộ và đền thờ ông Nguyễn Huỳnh Đức 2. Chùa Tôn Thạnh. 3. Nhà trăm cột. 4. Di tích Vàm Nhựt Tảo 5. Cụm di tích Bình Tả 6. Chùa Phước Lâm 7. Di tích lịch sử Bình Thành. 8. Di tích lịch sử căn cứ Xứ ủy và Ủy ban hành chính kháng chiến Nam Bộ (1946-1949) 9. Di tích kiến trúc nghệ thuật Cụm nhà cổ Thanh Phú Long 10. Di tích khảo cổ học Rạch Núi. 11. Di tích lịch sử Ngã tư Đức Hòa. 12. Di tích nghệ thuật đình Vĩnh Phong 13. Di tích khảo cổ học Gò Ô Chùa. 14. Di tích lịch sử Ngã Tư Rạch Kiến. 15. Di tích lịch sử khu lưu niệm Nguyễn Thông 16. Di tích lịch sử Nhà và lò gạch Võ Công Tồn |  |

| Danh sách di tích lịch sử cấp Tỉnh |  |
| --- |  |
| 1. Rạch Bà Kiểu 2. Khu vực Cầu Kinh 3. Ngã ba mũi tàu 4. Khu vực sân banh Cần Giuộc 5. Khu vực Gò Sáu Ngọc 6. Khu lưu niệm Nguyễn Thái Bình 7. Đình Chánh Tân Kim 8. Miếu Bà Ngũ Hành 9. Chùa Thới Bình 10. chùa Thạnh Hòa 11. Khu vực Xóm Nghề 12. Đồn Rạch Cát 13. Dinh tổng Thận 14. Chùa Linh Sơn (chùa Núi) 15. Nhà bảo tàng Long An |  |

### Phong tục tập quán
Long An còn có các lễ hội như lễ Kỳ Yên, lễ cầu mưa, lễ tống phong với nhiều trò chơi dân gian như đua thuyền, kéo co, đánh vật, có khả năng thu hút được nhiều khách du lịch. Các nghề thủ công truyền thống của tỉnh như nghề chạm gỗ (Cần Đước, Bến Lức), nghề kim hoàn (Phước Vân), nghề đóng ghe (Cần Đước), nghề làm trống (Tân Trụ),... Các lễ hội là một phần trong văn hóa và đời sống xã hội của Long An như: Kỳ Yên, lễ hội cầu mưa và Tòng Phóng.

### Một số địa điểm du lịch
- Khu du lịch Làng nổi Tân Lập: Quốc lộ 62, xã Tân Lập, huyện Mộc Hóa, tỉnh Long An
- Khu du lịch Cánh Đồng Bất Tận: Khu phố 3, TT. Bình Phong Thạnh, huyện Mộc Hóa, tỉnh Long An
- Khu bảo tồn đất ngập nước Láng Sen: Đê bao Tân Hưng, xã Vĩnh Lợi, huyện Tân Hưng, tỉnh Long An
- Vườn thú Mỹ Quỳnh: Ấp Bàu Công, xã Tân Mỹ, huyện Đức Hòa, tỉnh Long An
- Công viên nước Dino Water Park - Khu đô thị West Lakes Golf & Villas: xã Tân Mỹ, huyện Đức Hòa, tỉnh Long An
- Công viên nước Rio Long An: 699, đường tỉnh 825, ấp Bình Thủy, xã Hòa Khánh Đông, huyện Đức Hòa, tỉnh Long An
- Làng cổ Phước Lộc Thọ: Đường tỉnh 824, ấp 2, xã Hựu Thạnh, huyện Đức Hòa, tỉnh Long An
- Công viên 7 kỳ quan - Khu sinh thái Cát Tường Phú Sinh: xã Mỹ Hạnh Bắc, huyện Đức Hòa, tỉnh Long An
- Khu du lịch Happyland: Đường tỉnh 816, xã Thạnh Đức, huyện Bến Lức, tỉnh Long An
- Khu du lịch sinh thái Vàm Cỏ Farmstay: Đường Rạch Tre, ấp 5, xã An Thạnh, huyện Bến Lức, tỉnh Long An

## Thể thao
- Câu lạc bộ bóng chuyền Bình Điền Long An là một đội bóng chuyền nữ đang thi đấu tại Giải vô địch bóng chuyền quốc gia Việt Nam
- Câu lạc bộ bóng chuyền Long An là một đội bóng chuyền nam đang thi đấu tại Giải vô địch bóng chuyền quốc gia Việt Nam
- Câu lạc bộ bóng đá Long An đang thi đấu tại Giải bóng đá hạng nhất quốc gia (Việt Nam).

## Giao thông
Long An là cửa ngõ nối liền Đông Nam Bộ với đồng bằng sông Cửu Long, có chung đường ranh giới với Thành phố Hồ Chí Minh. Hệ thống giao thông kết nối tỉnh với khu vực khá hoàn chỉnh, bao gồm đường bộ lẫn đường thủy.
- Các tuyến quốc lộ - cao tốc:
  - Hiện hữu: 1, 50, 62, đường Hồ Chí Minh, đường cao tốc Thành phố Hồ Chí Minh - Trung Lương.
  - Dự kiến: 50B (Đường động lực TPHCM – Long An – Tiền Giang), N1, Đường cao tốc Bến Lức - Long Thành, Đường Vành đai 3, Đường Vành đai 4.

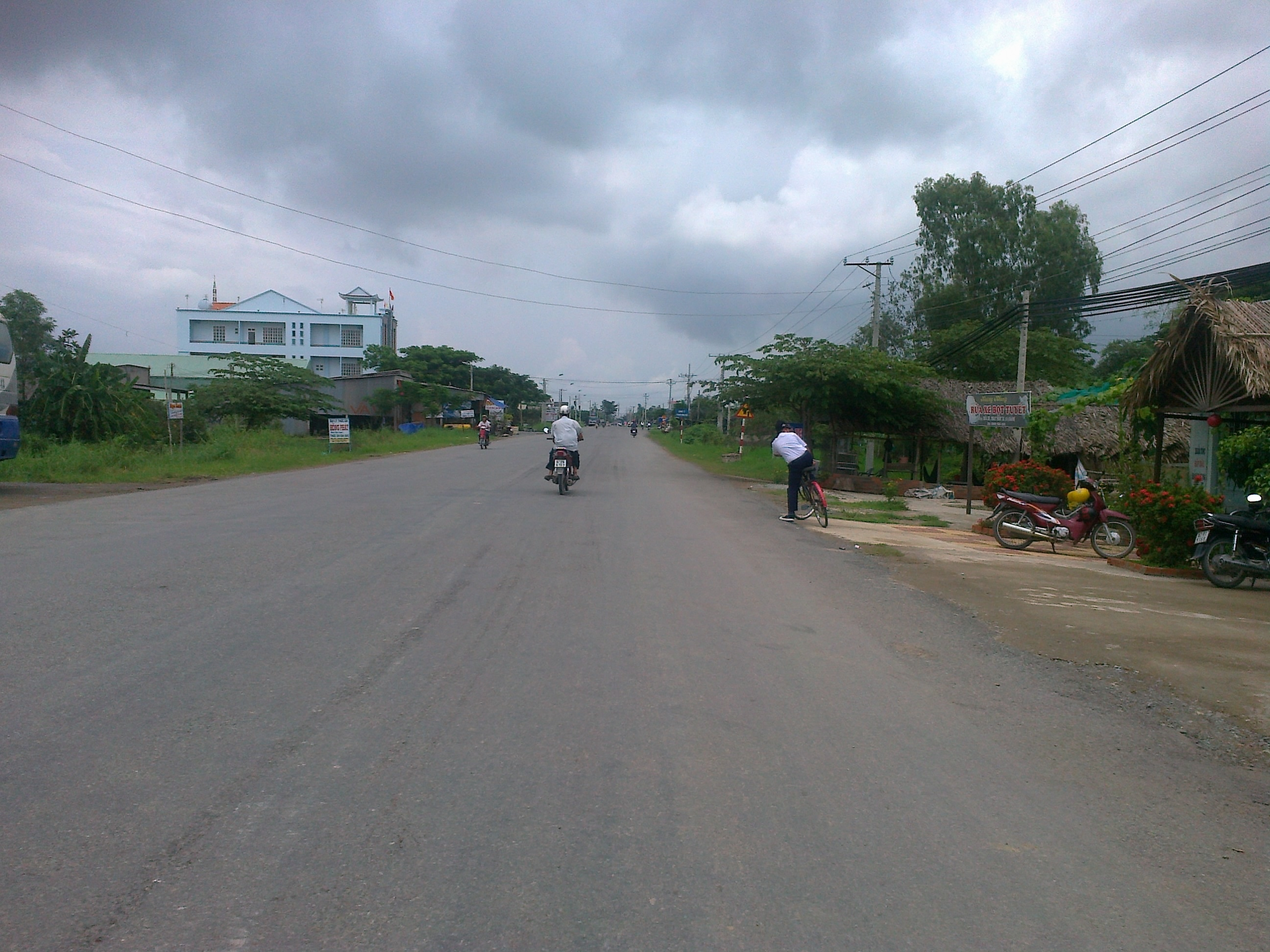
Quốc lộ 50 đoạn đi qua Huyện Cần Đước, thuộc địa phận Tỉnh Long An

- Các tuyến đường tỉnh được đánh số từ 816 - 840.

Ngoài hệ thống giao thông đường bộ Long An cũng là tỉnh có hệ thống giao thông đường thủy chằng chịt với các tuyến giao thông như sông Vàm Cỏ Đông, sông Vàm Cỏ Tây, sông Rạch Cát (sông Cần Giuộc). Các tuyến đường thủy quan trọng như Thành phố Hồ Chí Minh - Kiên Lương, Thành phố Hồ Chí Minh - Cà Mau, Thành phố Hồ Chí Minh - Tây Ninh đều qua Long An theo kênh Nước Mặn, sông Rạch Cát, sông Vàm Cỏ Đông. Các loại phương tiện vận tải thủy trên 100 tấn có thể theo các kênh rạch như Phước Xuyên, Dương Văn Dương, Trà Cú, Kinh Xáng, sông Bến Lức, sông Rạch Cát, kinh Thủ Thừa... đi từ miền Tây đến Thành phố Hồ Chí Minh.
Dọc theo tuyến biên giới ở Long An, hiện nay có 3 cửa khẩu chính, bao gồm: 
1. Cửa khẩu quốc tế Bình Hiệp (Prây-Vo) – Thị xã Kiến Tường
2. Cửa khẩu quốc tế Mỹ Quý Tây (Xòm-Rông) - Đức Huệ
3. Cửa khẩu phụ Long Khốt (Vĩnh Hưng)

Ngoài ra, còn có các điểm trao đổi hàng hoá khác như Voi Đình, Sóc Rinh thuộc huyện Đức Huệ, Tà Lọt thuộc huyện Mộc Hoá, Hưng Điền A, Tà Nu, Cả Trốt (Kênh 28) thuộc huyện Vĩnh Hưng, Trâm Dồ (Tân Hưng).
Theo thông tin từ Tổng cục Thống kê năm 2008, khối lượng vận chuyển hành khách của tỉnh là 38,5 triệu lượt người, khối lượng luân chuyển hành khách đạt 1176,8 triệu lượt người/km, khối lượng vận chuyển hàng hoá đạt 12.972,0 nghìn tấn (đường bộ đạt 4.147 nghìn tấn, đường thủy đạt 8.798 nghìn tấn), khối lượng luân chuyển hàng hoá đạt 483,2 triệu tấn/km (đường bộ đạt 51,9 triệu tấn/km, đường thủy đạt 431,3 triệu tấn/km).

### Biển số xe
- Thành phố Tân An: 62-AA(1) (B1)(2)
- Huyện Tân Hưng: 62-AB (C1)
- Huyện Vĩnh Hưng: 62-AC (D1)
- Huyện Mộc Hoá: 62-AD (T1)
- Huyện Tân Thạnh: 62-AE (E1)
- Huyện Thạnh Hoá: 62-AF (F1)
- Thị xã Kiến Tường : 62-AH (U1)
- Huyện Thủ Thừa: 62-AG (G1)
- Huyện Tân Trụ: 62-AK (H1)
- Huyện Châu Thành: 62-BL (K1)
- Huyện Cần Đước: 62-AM (L1)
- Huyện Cần Giuộc: 62-AN (M1/M2)
- Huyện Bến Lức: 62-AP (N1)
- Huyện Đức Hoà: 62-AR/AL (P1/P2)
- Huyện Đức Huệ: 62-AS (S1)
- GHI CHÚ:
  - (1) Biển số định danh (hai chữ cái) áp dụng từ ngày 15/8/2023
  - (2) Biển số cũ (1 chữ, 1 số) áp dụng trước ngày 15/8/2023
- Biển số xe ô tô: 62A (ôtô cá nhân), 62B (ôtô khách), 62C (ôtô tải, bán tải), 62D (xe du lịch), 62E (xe dịch vụ), 62LD (liên doanh), 62R (rơ-moóc).